# Make It Clap
„Make It Clap” – singel Busta Rhymesa wykonany wspólnie z Seanem Paulem i Spliffem Starem oraz wydany w 2002 roku.

## Lista utworów
- CD maxi–singel (2002)[1]

1. „Make It Clap” (Remix) – 4:03
2. „Make It Clap” (Original Version) – 4:24
3. „What Do You Do When Your Branded” – 3:54
4. „Make It Clap” (Instrumental) – 3:40

Video „Make It Clap”

## Notowania na listach przebojów
| Kraj              | Lista (2003/2004)          | Najwyższa pozycja |
| ----------------- | -------------------------- | ----------------- |
| Stany Zjednoczone | US Billboard Hot Rap Songs | 14                |
| Holandia          | Single Top 100             | 15                |
| Wielka Brytania   | Singles Top 100            | 16                |
| Francja           | Top 100 Singles            | 45                |
| Stany Zjednoczone | US Billboard Hot 100       | 46                |
| Niemcy            | Top 100 Singles            | 50                |